# Мансхот, Ян
Ян Мансхот (нидерл. Jan Manschot, 21 сентября 1947, Лихтенворде — 20 января 2014, Дутинхем) — нидерландский музыкант. Барабанщик классического состава рок-группы Normaal.
Наряду с Бенни Йолинком Мансхот является основателем Normaal. Он стал барабанщиком группы несмотря на то, что едва умел играть на ударной установке.
После своего дебюта на фестивале в городе Лохем Ян Мансхот и группа Normaal стали известны во всей Голландии благодаря песне «Oerend hard».
В 1989 году Мансхот покинул Normaal и в том же году собрал группу BFT, куда был приглашен гитарист Normaal Ферди Йоли.
Летом 2013 года у Яна Мансхота обнаружили опухоль головного мозга, из-за чего он приостановил свою музыкальную деятельность. Мансхот скончался в возрасте 66 лет по причине, вызванной опухолью 20 января 2014 года.
Помимо BFT и Normaal музыкант играл в Bakkerij Manschot, Old Ni-js и Hanska Duo.